# Методій Стамболіський
Методій Стамболіський (10 квітня 1949) — македонський військовий генерал, начальник Генерального штабу Армії Республіки Македонія з 2001 по 2004 рік.

## Біографія
Методій Стамболійський народився 10 квітня 1949 року в селі Малешевської котлини Мачево. Початкову та середню освіту здобув у рідному місті. У 1970 році закінчив Військову академію Сухопутної армії ЮНА.
Військову кар’єру в Югославській народній армії розпочав у 1970 році командиром взводу в Раській у званні лейтенанта артилерії. З 1971 по 1978 — командир батареї. У 1972 році нагороджений орденом «За бойові заслуги» зі срібними мечами. У 1973 році присвоєно звання лейтенанта, у 1975 році — капітана, а в 1978 році — капітана 1-го класу. У 1978 році призначений заступником командира змішаного артилерійського полку. У 1979 році нагороджений орденом Народної Армії зі срібною зіркою. У 1982 році закінчив Командно-штабну академію і отримав звання майора. З 1982 по 1990 рік — командир змішаного артилерійського полку. У 1983 році нагороджений орденом «За бойові заслуги» із золотими мечами. У 1986 році йому присвоєно звання підполковника. У 1987 році нагороджений орденом «За заслуги перед народом» зі срібною зіркою. У 1988 році закінчив командно-штабну школу оперети. У 1990 році переведений до Урошеваца. З 1990 по 1992 рік — командир гарнізону в Урошеваці, а також командир змішаного артилерійського полку. У 1991 році присвоєно звання полковника.
23 березня 1992 року він залишив Югославську народну армію і вступив до новоствореної Армії Республіки Македонія.
У 1992—1994 роках — начальник оперативного підрозділу Управління бойової готовності Генерального штабу Армії Республіки Македонія. З 1994 по 1995 — командир 3-го армійського корпусу, з 1995 по 1999 рік — командир 2-го армійського корпусу. У 1997 році присвоєно звання бригадного генерала. У 2000 році йому присвоєно звання генерал-майора. Того ж року був командиром прикордонної бригади. У 2000 році знову був прийнятий на роботу в Генеральний штаб армії на посаду командира G-3. У 2001 році призначений заступником начальника Генштабу Збройних сил.
У 2001 році йому присвоєно звання генерал-лейтенанта. 19 вересня 2001 року він був призначений начальником Генерального штабу Армії Республіки Македонія, змінивши генерал-лейтенанта Панде Петровського. Стамболіський був шостим начальником Генерального штабу. 12 березня 2004 року його змінив генерал-майор Георгі Боядзієв.
З 2004 по 2005 рік був радником президента Республіки Македонія з військових питань. У 2005 році вийшов на пенсію.

## Військові звання
- Лейтенант артилерії (1970)
- Лейтенант (1973)
- Капітан (1975)
- Капітан 1 класу (1978)
- Майор (1982)
- Підполковник (1986), надзвичайний
- Полковник (1991)
- Бригадний генерал (1997)
- Генерал-майор (2000)
- Генерал-лейтенант (2001)
- Генерал-полковник (2003)

## Нагороди
- Орден «За бойові заслуги» зі срібними мечами  (1972)
- Орден Народної Армії зі Срібною зіркою  (1979)
- Орден «За бойові заслуги» з золотими мечами  (1983)
- Орден «За заслуги перед народом» зі срібною зіркою  (1987)
- Медаль Почесного легіону  (2003)

## Зовнішні посилання
- Генерал-лейтенант Методі Стамболіскі на сайті Армії Республіки Північна Македонія. Архивирано 16 січня 2022 року.